# محمد مچنگاما
محمد مچنگاما (انگلیسی: Mohamed M'Changama؛ زادهٔ ۹ ژوئن ۱۹۸۷) بازیکن فوتبال اهل فرانسه است.
از باشگاه‌هایی که در آن بازی کرده‌است می‌توان به باشگاه فوتبال نیم المپیک و باشگاه ورزشی آمیان اشاره کرد.
وی همچنین در تیم ملی فوتبال اتحاد قمر بازی کرده‌است.